# Have You Ever Loved a Woman
Have You Ever Loved a Woman est une chanson blues écrite par Billy Myles et enregistrée pour la première fois par Freddie King. Elle sort en single en 1961, et est alors interprétée comme un slow blues avec Freddie King au chant et à la guitare, accompagné par le pianiste Sonny Thompson (en), le bassiste Bill Willis et le batteur Phillip Paul. Le titre est aussi inclus dans son premier album Freddy King Sings (en), sorti en 1961 chez Federal Records. À la sortie du single, seule la face B (You've Got to Love Her with a Feeling (en)) atteint un classement dans le Billboard Hot 100.
Eric Clapton a plusieurs fois repris Have You Ever Loved a Woman, la première fois en novembre 1965 en concert avec John Mayall & the Bluesbreakers. Clapton a ensuite enregistré une version studio pour l'album de 1970 de Derek and the Dominos Layla and Other Assorted Love Songs. D'autres reprises en concert apparaissent sur E.C. Was Here, Just One Night (sous forme de medley avec Ramblin' on My Mind), 24 Nights (en), Live In Hyde Park (en), One More Car, One More Rider et Crossroads Guitar Festival 2004.
Le frère de Freddie King, Benny Turner (en), a enregistré la chanson pour son album de 2017 My Brother's Blues (en) - un hommage à Freddie.
Le Graham Bond Organisation a enregistré Have Your Ever Loved a Woman avec des paroles légèrement différentes pour leur deuxième album, There's a Bond Between Us, sorti en 1965 et créditant Bond en tant qu'auteur.